# Номерні знаки Тонги
Код Тонги для міжнародного руху ТЗ — (ТО).

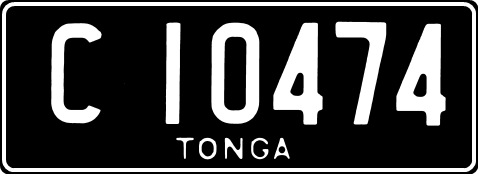
приватний легковий (австралійський тип)

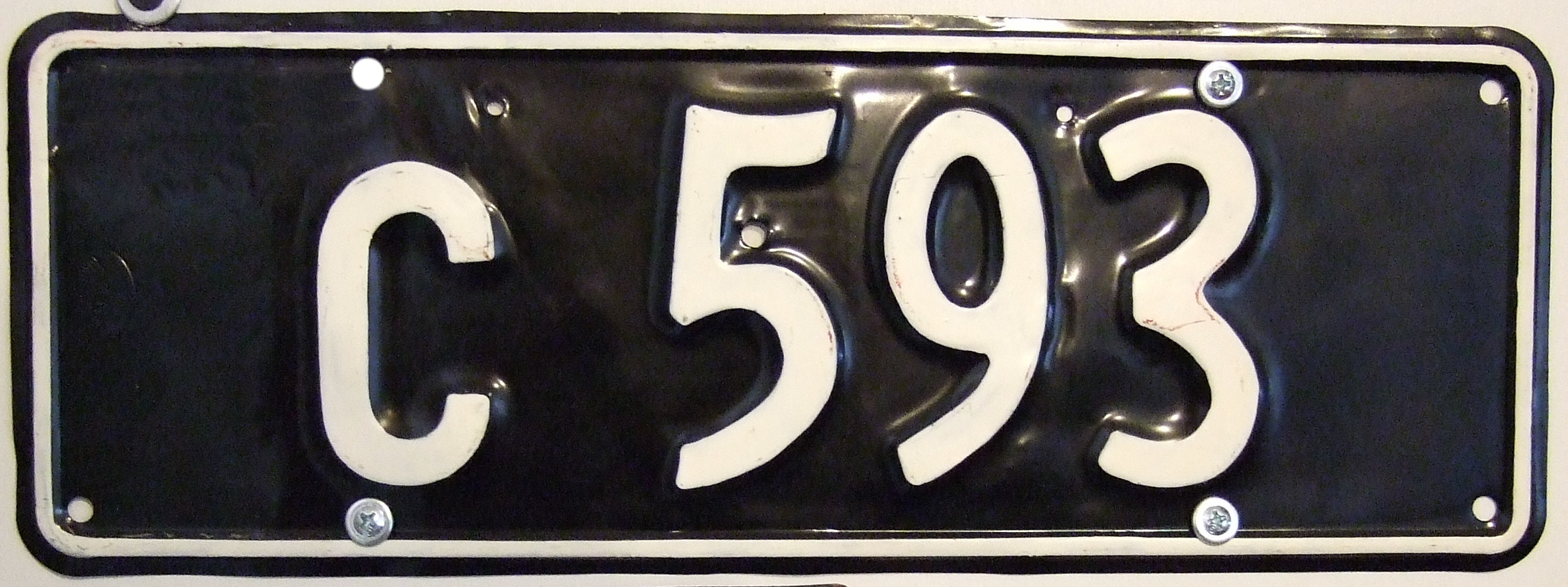
приватний легковий (новозеландський тип)

## Регулярні номерні знаки
Номерні знаки Тонги складаються з літери префіксу та 1-5 цифр. Префікс означає тип ТЗ. Всі регулярні номерні знаки мають чорне тло з білим шрифтом. До 1993 року використовувався зовнішній формат новозеландського типу, після — австралійського з додаванням в нижній частині пластини назви країни.

### Кодування регулярних знаків
| Префікс | Тип ТЗ              |
| ------- | ------------------- |
| В       | автобуси            |
| С       | приватні легкові ТЗ |
| G       | причіпи             |
| H       | важкі вантажні ТЗ   |
| J       | вантажні ТЗ         |
| L       | легкі вантажні ТЗ   |
| МС      | мотоцикли           |
| P       | державні ТЗ         |
| R       | орендовані ТЗ       |
| T       | таксі               |
| V       | триколісні ТЗ       |

## Дипломатичні номерні знаки
Номерні знаки дипломатичних представництв складаються з літерного префіксу назви країни та цифрового номера. Передні номерні знаки мають біле тло, задні — жовте, шрифт чорного кольору в обох випадках.

### Кодування дипломатичних номерних знаків
| Префікс | Тип ТЗ            |
| ------- | ----------------- |
| AUST    | Австралія         |
| EEC     | Європейський Союз |
| NZ      | Нова Зеландія     |
| UK      | Велика Британія   |
| USA     | США               |

## Інші номерні знаки
Номерний знак Короля має дві літери — НМ, або зовсім не має літер, лише зображення корони. Номерний знак Королеви має формат Q1. Номерні знаки, що використовує Прем'єр-Міністр мають префікс РМ та до двох цифр.

## Індивідуальні номерні знаки
Індивідуальні номерні знаки мають формат регулярних. В основному рядку розташовується обраний власником напис, в нижньому — назва країни.